# Robô de coordenadas cartesianas
Um robô de coordenadas cartesianas é um robô industrial cujos três eixos principais de controle são lineares (movem-se em linha reta ao invés de rodarem) e estão em ángulos retos com relação a cada outro. Entre as suas vantagens, este arranjo mecânico simplifica o controle do braço. Robôs de coordenadas cartesianas com o membro horizontal suportado dos dois lados são geralmente chamados de Gantry robots. Eles costumam possuir um grande tamanho.